# Watanabeopetalia uenoi
Watanabeopetalia uenoi is een echte libel (Anisoptera) uit de familie van de Chlorogomphidae.
De soort staat op de Rode Lijst van de IUCN als kwetsbaar, beoordelingsjaar 2010.
De wetenschappelijke naam van de soort werd in 1995 als Chlorogomphus uenoi gepubliceerd door Yasuhiko Asahina.